# Braeriach
Le Braeriach (gaélique : Bràigh Riabhach/Am Bràigh Riabhach) est le troisième plus haut sommet de Grande-Bretagne, après le Ben Nevis et le Ben Macdhui avec ses 1 296 m d'altitude. C'est le sommet le plus élevé du massif des Cairngorms, séparé de la partie centrale (qui comprend le Ben Macdui et le Cairn Gorm) par le passage de Lairig Ghru. Ce sommet a une forme de croissant, avec plusieurs cirques. Dans le cirque de Garbh Coire Mor, sur la face nord, la neige a complètement fondu seulement cinq fois au siècle dernier : 1933, 1959, 1996, 2003 et 2006.